# ۱۵ آوریل
۱۵ آوریل صد و پنجمین (در سال‌های کبیسه صد و ششمین) روز سال در گاه‌شماری میلادی است. ۲۶۰ روز تا پایان سال باقی است.

## رویدادها
- ۱۰۷۱ - با سقوط شهر باری پس از قریب به دو سال هشت ماه محاصره، آخرین جای پای امپراتوری بیزانس در جنوب ایتالیا از دست رفت.
- ۱۹۱۲ - غرق شدن کشتی تایتانیک در اثر برخورد با کوه یخ در اقیانوس اطلس و مرگ قریب به ۱۶۰۰ نفر
- ۱۹۲۳ - انسولین برای اولین بار برای درمان دیابت به کار رفت.
- ۱۹۳۶ - آغاز انقلاب اعراب علیه قیمومت بریتانیا بر فلسطین
- ۱۹۸۴ - مراسم روز جهانی جوان برای اولین بار در میدان سنت پتر واتیکان برگزار شد.
- ۱۹۸۹ - سانحه هیلزبورو: در بازی لیورپول و ناتینگهام فارست در نیمه نهایی جام حذفی فوتبال انگلستان در اثر ازدحام و فشار جمعیت ۹۶ نفر از هوادران لیورپول جان خود را از دست دادند.
- ۲۰۱۳ - در اثر انفجار بمبی در نزدیکی خط پایان مسابقه دو ماراتن بوستون، سه نفر کشته و ۲۶۴ تن دیگر زخمی شدند.
- ۲۰۱۹ - آتش‌سوزی کلیسای نوتردام پاریس

## زادروزها
- ۱۴۵۲ - لئوناردو داوینچی، نقاش و معمار ایتالیایی.
- ۱۶۴۲ - سلیمان دوم، بیستمین امپراتور عثمانی.
- ۱۸۷۵ - جیمز جی. جفریس، بوکسور آمریکایی.
- ۱۹۱۲ - کیم ایل سونگ، نخستین رهبر کره شمالی.
- ۱۹۱۷ - هانس کانرید، بازیگر، کمدین و صدا پیشه اهل آمریکا.
- ۱۹۲۷ - رابرت میلز، فیزیک‌دان اهل آمریکا.
- ۱۹۳۱ - توماس ترانسترومر، نویسنده و مترجم سوئدی و برنده نوبل ادبیات.
- ۱۹۴۳ - رابرت لفکوویتس، پزشک و دانشمند آمریکایی.
- ۱۹۴۶ - ژوزفین د لا وینا،  پرتاب‌گر دیسک فیلیپینی.[۱]
- ۱۹۵۱ - جان ال فیلیپس، فضانورد آمریکایی.
- ۱۹۵۹ - اما تامپسون، بازیگر بریتانیایی.
- ۱۹۸۲ - ست روگن، بازیگر، کمدین و صدا پیشه کانادایی.
- ۱۹۸۳ - آلیس براگا، هنرپیشه برزیلی.
- ۱۹۹۰ - اما واتسون، بازیگر انگلیسی.

## درگذشت‌ها
- ۱۷۱۹ - فرانسواز دوبینه، دومین همسر لوئی چهاردهم.
- ۱۷۶۴ - مادام پمپادور، معشوقه لویی پانزدهم.
- ۱۸۶۵ - آبراهام لینکلن، شانزدهمین رئیس جمهور آمریکا.
- ۱۸۸۸ - متیو آرنولد، شاعر و منتقد اهل انگلیس.
- ۱۸۸۹ - پدر دیمیان، قدیس مسیحی اهل بلژیک.
- ۱۹۴۲ - روبرت موزیل، نویسنده.
- ۱۹۴۹ - والاس بیری، هنرپیشه اهل آمریکا.
- ۱۹۶۷ - توتو، بازیگر و کمدین اهل ایتالیا.
- ۱۹۷۳ - محمود تیمور، نویسنده مصری.
- ۱۹۷۹ - ابراهیم الشنطی، روزنامه‌نگار فلسطینی.[۲]
- ۱۹۸۰ - ژان-پل سارتر، فیلسوف و نویسنده فرانسوی.
- ۱۹۹۳ - جان توزو ویلسون، زمین‌شناس اهل کانادا.
- ۲۰۰۰ - ادوارد گوری، نویسنده آمریکایی.
- ۲۰۱۸ - آر. لی ارمی، نظامی، بازیگر و صدا پیشه آمریکایی.
- ۲۰۲۴ - یوسیپ مانولیچ، سیاستمدار اهل کرواسی.

## مناسبت‌ها
- روز جهانی هنر